# Monument des Néréides

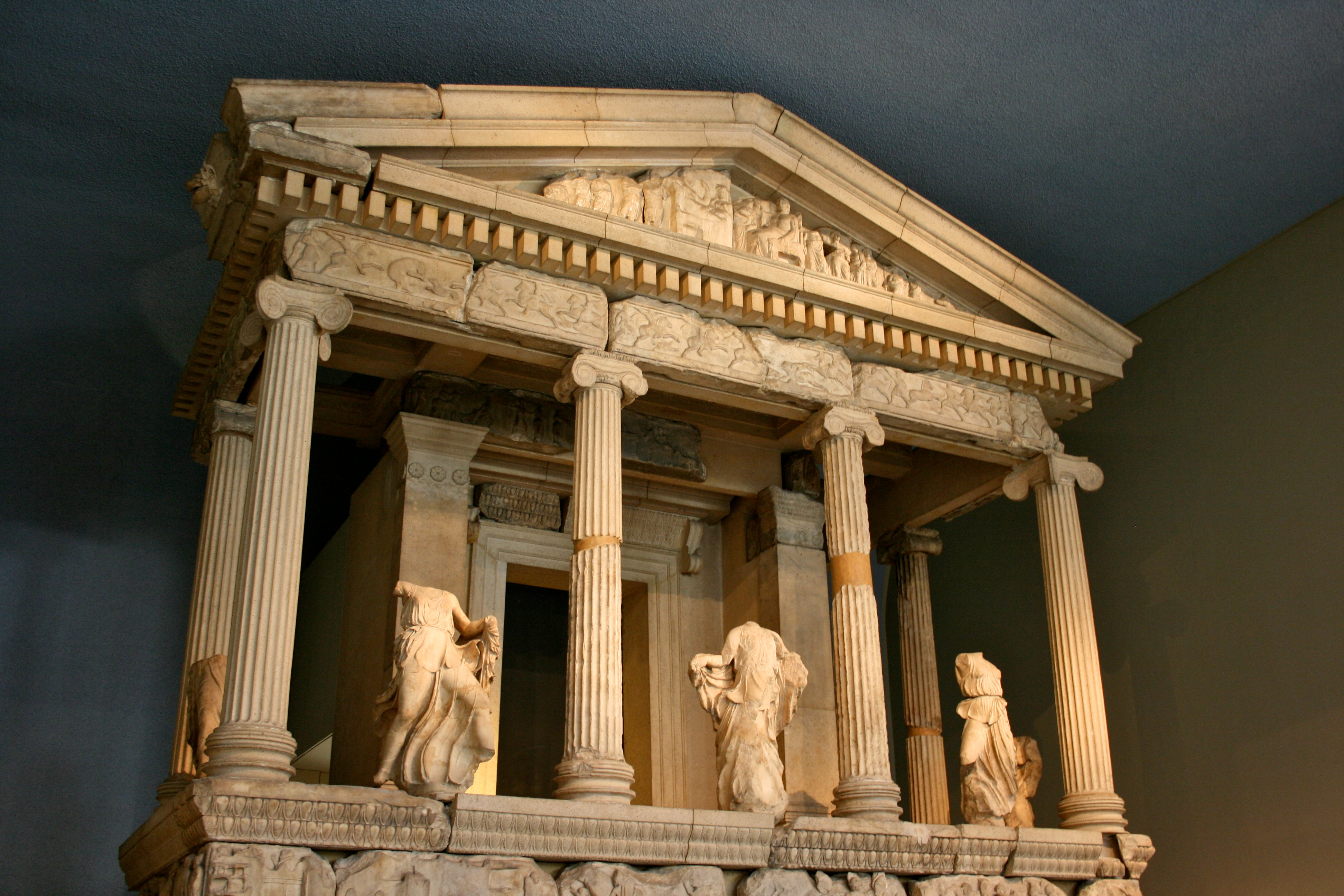
La façade du monument au British Museum.

Le monument des Néréides est une tombe de Xanthe, en Lycie.

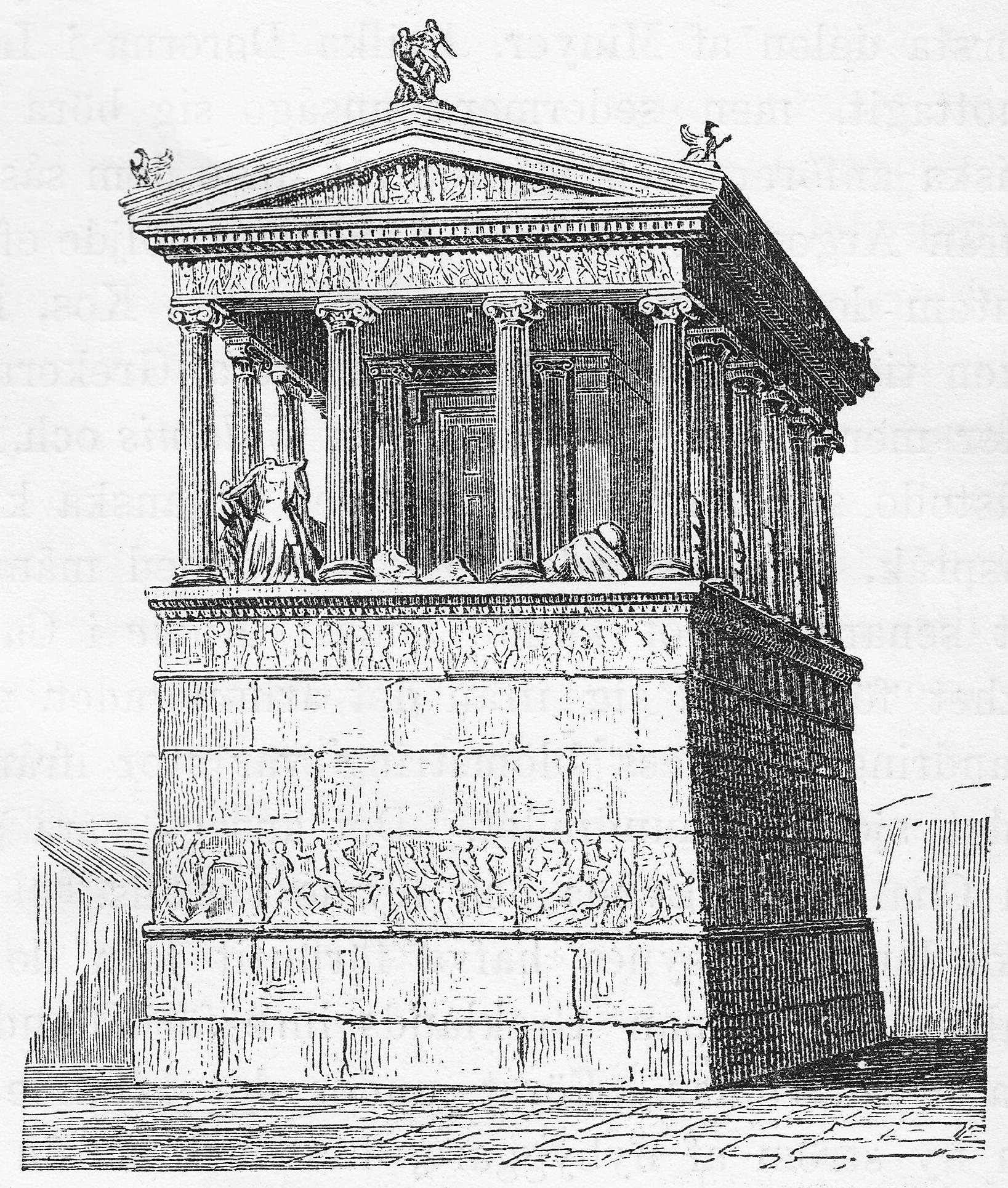
Reconstitution du monument (1875)

Le monument est de style grec, ressemblant à un temple avec colonnes et frises. Il daterait du début du IVe siècle av. J.-C. et aurait été construit pour Arbinas, souverain de Lycie occidentale vers -390/-370. Le monument est constitué d'un haut podium couvert de relief sur lequel est érigé le monument.
Il tombe en ruine à l'époque byzantine et n'est redécouvert qu'au XIXe siècle par l'archéologue britannique Charles Fellows, qui en envoie les décombres au British Museum. La façade du monument y est reconstruite en 1969.
Il doit son nom aux statues féminines à l'échelle qui occupent l'espace entre les colonnes sur trois des quatre façades du monument. Plusieurs ont des animaux marins (des dauphins, des oiseaux marins...) à leurs pieds, d'où leur association aux Néréides de la mythologie grecque. Le traitement des plis des drapés met en valeur leur féminité.